# Wizards vs Aliens
Wizards vs Aliens es una serie de televisión británica de fantasía producida por la productora FremantleMedia Enterprises y BBC Wales, y creada por Russell T Davies y Phil Ford. La serie está diseñada para emitirse en el mismo horario que otras series familiares como Doctor Who o Robin Hood. La primera temporada se estrenó con un total de 12 episodios, y se extendió a un proyecto de más de dos años y dos temporadas, aunque el cocreador Russell T Davies, dice que podría continuar más allá de eso, y podría "fácilmente tener una duración de diez años". 
La serie se centra en el joven mago Thomas Clarke, de 16 años de edad, (interpretado por Scott Haran) y su mejor amigo científico, Benny Sherwood (interpretado por Percelle Ascott) en su lucha contra las fuerzas malvadas de los "Nekross", alienígenas que han invadido la Tierra con la intención de consumir cualquier cosa y cualquier persona con magia.

## Argumento
Thomas "Tom" Clarke, es un chico aparentemente normal, que como cualquier otro chico de su edad, ama el Fútbol. Vive con su padre Michael y su abuela Ursula en una casa normal y en un calle ordinaria, pero hay algo diferente acerca de Tom. Su familia tiene un secreto sorprendente: son magos. Cuando una raza de alienígenas conocida como los "Nekross" llegan a la Tierra con hambre de magia, crean una amenaza para cualquier mago existente. Con la ayuda de su inteligente amigo Benny, Tom deberá enfrentarse a los Nekross y salvar a los de su clase.

## Personajes
- Thomas Robert "Tom" Clarke (interpretado por Scott Haran): Es el principal protagonista de la serie. Es un joven mago de 16 años (después 17), que al aparecer los Nekross tiene que defender la Tierra y a los de su clase antes de que sea tarde.
- Benjamín Claude "Benny" Sherwood (interpretado por Percelle Ascott): El protagonista secundario de la serie. Es el mejor amigo de Tom, utiliza su conocimiento en ciencias para ayudarlo a luchar contra los Nekross.
- Ursula Crowe  (Temp. 1-2) (interpretada por Annette Badland): Es la abuela de Tom y la suegra de Michael. Al igual que su nieto, es una poderosa hechicera.
- Michael Clarke (interpretado por Michael Higgs): Es el padre viudo de Tom, es llamado Michael desencantado por Randal Moon debido a que no tiene magia.
- Randal Moon (interpretado por Dan Starkey): Es un duende que vive en la casa de los Crowe y que también ayuda a Tom y Benny en su lucha contra los Nekross.

### Nekross
- Rey Nekross (voz por Brian Blessed): Es el principal antagonista de la serie y el malvado rey de los Nekross y  padre de Lexi y Varg. Está a cargo de la misión para encontrar y consumir toda la magia existente en la Tierra.
- Lexi (interpretada por Gwendoline Christie): Es la hija menor del rey Nekross y la hermana de Varg. Lexi es mucho más sensible e inteligente que el frío de su hermano. Sus estrategias de combate e investigación sobre la cultura terrestre ayudan en más de una ocasión a los de su clase en su batalla contra los magos.
- Varg (interpretado por Jefferson Hall (Temp. 1-2) y Kristian Phillips (Temp. 3): Es el hijo mayor y heredero del Rey Nekross y hermano de Lexi. Es muy exigente y prefiere hacer las cosas a su manera en vez de escuchar a su padre. Casi todo el tiempo es despiadado y está decidido a consumir toda la magia a su alcance.
- Técnico Jathro 15 (interpretado por Tom Bell): Es un técnico en la nave de los Nekross y ayuda a Varg y a Lexi en numerosas ocasiones contra los magos.

### Recurrentes
- Katie Lord (interpretada por Manpreet Bambra): Es la compañera de clase de Tom y Benny y es el interés amoroso de Tom.
- Quinn Christopher (interpretado por Connor Scarlett): Otro de los compañeros de clase de Tom y de Benny, que a veces se burla de Benny.

Jess Plummer, miembro de la banda Neon Jungle hizo un cameo en la serie y apareció en dos episodios.

## Producción
En términos de producción, Wizards vs Aliens es, en efecto, la sustitución de la serie The Sarah Jane Adventures, también creada por Davies, que se terminó debido a la muerte de su actriz principal Elisabeth Sladen. Otros escritores que trabajan en el programa incluyen a Gareth Roberts, Joseph Lidster y Clayton Hickman. Originalmente anunciada como Aliens vs Wizards, el título fue cambiado a Wizards vs Aliens en la asesoría legal. Se ha confirmado que la serie volverá con una tercera temporada y que constará de tan sólo diez episodios.

### Transmisión
Wizards vs Aliens hizo su debut en Estados Unidos el 1 de junio de 2013, donde fue cancelada después de cuatro episodios emitidos debido a baja audiencia. El show salió al aire en Australia en UKTV el 5 de mayo de 2013. Continuó su emisión semanal, hasta el final de la serie el 15 de julio. 